# Nemo Studios
Nemo Studios bylo nahrávací studio v Londýně, plánované, postavené a používané řeckým skladatelem Vangelisem v letech 1975 až 1987. V Nemo Studios vznikla řada vrcholných děl Vangelisovy tvorby, včetně soundtracků k filmu Blade Runner Ridleyho Scotta a Ohnivé vozy (Chariots of Fire) Hugha Hudsona, za který získal Oscara.
Vangelisovo vybavení zahrnovalo více než 20 syntezátorů a akustických klávesových nástrojů stejně jako množství bicích nástrojů. Studio se nacházelo ve druhém patře budovy bývalé školy Hampden Gurney nedaleko Marble Arch. Budova již neexistuje.

## Vybavení studia
V rozhovoru pro časopis Keyboard z roku 1982 bylo zmíněno několik nástrojů:
- Minimoog
- syntezátor Yamaha CS-40M
- digitální sekvencer Roland CSQ-100
- elektrické křídlo Yamaha CP-80
- syntezátor Roland Compuphonic
- upravené vintage elektrické piano Fender Rhodes
- digitální sekvencer CSQ-600
- vokodér / strunný stroj Roland VP-330
- Roland CR-5000 Compurhythm
- syntetizér Yamaha CS-80
- emulátor E-mu
- sekvenční obvody Prophet-5 a Prophet-10
- bicí automat Simmons SDS-V
- bicí počítač Linn LM-1
- Roland Jupiter-4
- devítistopé grand piano Steinway
- Yamaha GS-2
- 24stopý mixážní pult Quad-8 Pacifica
- jednooktávový syntezátor RSF Blackbox
- tři tympány
- bicí souprava
- řady gongů
- řady zvonkoher
- řady exotických zvonků